# Ружичка, Леопольд
Леопольд Ружичка (хорв. Lavoslav (Leopold) Ružička; 13 сентября 1887, Вуковар, Австро-Венгрия — 26 сентября 1976, Маммерн, Швейцария) — швейцарский химик-органик. 

## Биография
По окончании (1910) Высшей технической школы в Карлсруэ там же работал ассистентом у Г. Штаудингера; после переезда с ним в Швейцарию (1912) работал в Федеральной высшей технической школе в Цюрихе — профессор в 1923—1925 и 1929—1957 годах, в 1926—1929 годах профессор органической химии Утрехтского университета.
Иностранный член Лондонского королевского общества (1942), Национальной академии наук США (1944), Академии наук СССР (1958).

## Основные работы
Основные труды посвящены установлению строения (ирон, фарнезол и др.) и путей биогенеза («изопреновое правило») терпеноидных соединений, синтезу стероидов (в том числе в 1934—1935 синтез мужских половых гормонов андростерона и тестостерона) и макроциклических соединений (мускон и др.).

## Нобелевская премия
Нобелевская премия по химии (1939, совместно с А. Бутенандтом).

## Сочинения
- Значение теоретической органической химии для химии терпеновых соединений, в сборнике: Перспективы развития органической химии, под ред. А. Тодда, пер. с англ. и нем., М., 1959, с. 187—222.